# Ideopsis diardi
Ideopsis diardi är en fjärilsart som beskrevs av Snellen van Vollenhoven 1860. Ideopsis diardi ingår i släktet Ideopsis och familjen praktfjärilar. Inga underarter finns listade i Catalogue of Life.